# Pallacanestro ai XVIII Giochi panamericani
Le competizioni di pallacanestro ai XVIII Giochi panamericani del 2019 a Lima, in Perù, si sono svolte dal 27 luglio al 10 agosto presso il Coliseo Eduardo Dibos.
In questa edizione dei Giochi ha fatto il suo debutto la pallacanestro 3x3, sia per gli uomini che per le donne, come avverrà anche per i Giochi della XXXII Olimpiade a Tokyo, nel 2020. Nel basket a 5 hanno partecipato 8 nazionali maschili e femminili, mentre sei sono le nazionali che hanno preso parte ad ognuno dei tornei di basket 3x3.

## Calendario
| P | Preliminari | S | Semifinali | F | Finali |

| Evento↓/Data → | Mer 31 | Gio 1 | Ven 2 | Sab 3 | Dom 4 | lun 5 | Mar 6 | Mer 7 | Gio 8 | Ven 9 | Dom 10 |
| -------------- | ------ | ----- | ----- | ----- | ----- | ----- | ----- | ----- | ----- | ----- | ------ |
| Uomini         | P      | P     | P     | S     | F     |       |       |       |       |       |        |
| Donne          |        |       |       |       |       |       | P     | P     | P     | S     | F      |

## Podi
| Evento                          | Oro                                                                            | Argento                                                                 | Bronzo                                                                         |
| Torneo maschile (dettagli)      | Argentina                                                                      | Porto Rico                                                              | Stati Uniti                                                                    |
| Torneo femminile (dettagli)     | Brasile                                                                        | Stati Uniti                                                             | Porto Rico                                                                     |
| Torneo 3x3 maschile (dettagli)  | Stati Uniti Sheldon Jeter Dominique Victor Jones Kareem Maddox Jon Octeus      | Porto Rico Gilberto Clavell Josue Erazo Tjader Fernández Ángel Matias   | Rep. Dominicana Reyson Beato Adonis Núñez Bryan Piantini Henry Valdez          |
| Torneo 3x3 femminile (dettagli) | Stati Uniti Ruthy Hebard Sabrina Ionescu Olivia Nelson-Ododa Christyn Williams | Argentina Andrea Boquete Melisa Gretter Victoria Llorente Natacha Pérez | Rep. Dominicana Carolay Hernández Sugeiry Monsac Giocelis Reynoso Nelsy Sentil |

## Qualificazioni

### Uomini
| Evento                                              | Data                       | Luogo                            | Posti | Qualificate                                                                                        |
| --------------------------------------------------- | -------------------------- | -------------------------------- | ----- | -------------------------------------------------------------------------------------------------- |
| Paese ospitante                                     |                            |                                  | 1 0   | Perù*                                                                                              |
| Campionato americano maschile di pallacanestro 2017 | 26 agosto-4 settembre 2017 | Bahía Blanca Medellín Montevideo | 8     | Stati Uniti Argentina Uruguay Messico Porto Rico Rep. Dominicana Isole Vergini Americane Venezuela |
| Totale                                              |                            |                                  | 8     | |

- Perù non ammesso al torneo nonostante fosse il paese ospitante in quanto sanzionato dalla FIBA.

### Donne
| Evento                                               | Data             | Luogo        | Posti | Qualificate                                                                     |
| ---------------------------------------------------- | ---------------- | ------------ | ----- | ------------------------------------------------------------------------------- |
| Paese ospitante                                      |                  |              | 1 0   | Perù                                                                            |
| Giochi della XXXI Olimpiade                          |                  |              | 1     | Stati Uniti                                                                     |
| Campionato americano femminile di pallacanestro 2017 | 6-13 agosto 2017 | Buenos Aires | 7     | Argentina Brasile Colombia Canada Porto Rico Isole Vergini Americane Porto Rico |
| Totale                                               |                  |              | 8     |                                                                                 |

- Perù non ammesso al torneo nonostante fosse il paese ospitante in quanto sanzionato dalla FIBA.